# La Nouvelle Équipe (comics)
Pour la série télévisée, voir La Nouvelle Équipe.
La Nouvelle Équipe est une série de comics de Dell Comics créée par José Delbo, adaptée de la série télévisée criminelle du même nom qui, sur cinq saisons de 1968 à 1973 offrit 124 épisodes aux téléspectateurs.

## Le thème
Si l'on en croit les indices Nielsen, la série télévisée n'a jamais atteint les tops 10 de la télévision américaine. Pour autant, elle témoigne d'une inflexion dans le choix des personnages et l'apparition de la contre-culture en point d'orgue. Les héros de la série, et donc du comics, sont au départ de petits délinquants qui vont entrer dans le chemin de la rédemption en collaborant avec la police. De par leurs tenues, jeans, chemises ouvertes (et parfois à fleurs), jupes au-dessus du genou (une quasi révolution à l'époque), coiffure afro et de par leurs goûts (pop music), ils peuvent pénétrer des milieux dans lesquels la police traditionnelle se ferait repérer à cent mètres. Pour clore le tout ils ont un minibus Volkswagen ancêtre des monospaces.
À l'époque où la série est mise en chantier, la jeunesse bouge et remet en cause un certain nombre de « vérités » comme la nécessité d'une guerre au Vietnam, promeut une nouvelle culture qui va de Jack Kerouac à Jefferson Airplane, une nouvelle approche de la sexualité qui trouve son acmé dans le fameux Summer of Love de 1967.
Pour symboliser cette jeunesse remuante, on choit donc un blanc, un noir et une blonde (mais futée celle-là !). À y regarder de plus près, il est très surprenant que Dell ait racheté les droits de cette série.
Dell est en effet une maison connue pour son Pledge to Parents, promesse d'offrir toujours aux enfants des bandes dessinées qui ne soient pas nocives. Dans son discours il est question d'« eiminate not regulate objectional elements ».
Dell sera ainsi la seule maison importante à refuser d'entrer dans le Comics Code Authority sous l'argument que sa politique éditoriale avait toujours été « saine » et qu'elle ne souhaitait pas servir d'alibi à des maisons d'édition qui n'avaient pas eu les mêmes scrupules. Et pour bien marteler la chose, le slogan de Dell devint : Dell Comics are good comics. Fermez le ban !
Certes le comics de La Nouvelle Équipe n'a rien de révolutionnaire et ne risque donc pas d'ébranler les fondations de la civilisation américaine mais 10 ans plus tôt une telle bande n'aurait vraisemblablement pas eu droit de cité dans l'écurie Dell.

## Les publications
Quand on regarde le rythme de parution on constate un hiatus de 6 mois entre le premier et deuxième numéro. Pas facile de fidéliser un lectorat dans ces conditions là. Enfin on peut considérer que la série s'arrête dès le #6 puisque les deux suivants ne proposeront que des reprises.
C'est l'Argentin José Delbo (1933) qui dessina l'intégralité des 12 histoires et 192 planches.

### The Mod Squad
#1er janvier 1969

1. The Deadly Skies - 17 planches
2. Nobody's Angels - 15 planches
#2 juillet 1969

3. In an effort to combat the type of crime that hurts and cripples youth - 18 planches
4. Being an undercover cop is a two edged sword - 14 planches
#3 octobre 1969

5. Shadow In The Water - 18 planches
6. Take A Dive - 14 planches
#4 janvier 1970

7. The Plot That Failed - 16 planches
8. Peace! - 16 planches
#5 mai 1970

9. Beach Buggy Bash - 17 planches
10. Flip Out - 15 planches
#6 juillet 1970

11. Skyjack - 16 planches
12. Does Their Thing! - 16 planches
#7 janvier 1971

Reprise du #1.

#8 avril 1971

Reprise du #2.

### Parodies
On trouvera des parodies de la série dans le #1 de Spoof (Octobre 1970-Marvel) et le #127 de Mad (janvier 1969).